# La Red (chaîne de télévision)
La Red (dérivé de Red Chilena de Televisión son nom d'origine) est une chaîne de télévision privée du Chili.

## Propriétaires
1990-1992
- Chilefilms y Jaime Castro y Cía.
- Sociedad Saieh y Friedberg

1993-1996
- Consorcio Periodístico de Chile S.A.
- Canwest Global Communications Group
- Sociedad La Red

1997
- Sociedad Mackenna y Latorre Ltda.

1998-1999
- TV Azteca
- Consorcio Periodístico de Chile S.A.

Depuis 1999
- Alba Communications Group LLC

## Directeurs

### Directeurs exécutifs
- 1990-1992 : Sergio Melnick
- 1992 : Jorge Id
- 1993 : Juan Carlos Latorre
- 1994-1996 : Eduardo Tironi
- 1997-1998 : Jorge Mackenna
- 1999-2010, Depuis 2017: José Manuel Larraín
- 2010-2017 : Javier Urrutia

## Programmes

### Actuels
- Intrusos (La Red, 2006-) (magazine), présenté par Michael Roldán (2019-présent).
- Así somos (La Red, 2005-) (late show), présenté par Eva Gómez (depuis 2019).
- Cada día mejor (La Red, 2006-) (conversation), présenté par Alfredo Lamadrid.
- Expediente S (La Red, 2011-) (talk show), présenté par Juan Andrés Salfate.
- La rosa de Guadalupe (Televisa, 2008-) (télésérie) (2009-).
- Mentiras verdaderas (La Red, 2011-) (talk show), présenté par Eduardo Fuentes (2011-2013, 2018-présent), Jean Philippe Cretton (2013-2015) et Ignacio Franzani (2015-2018).
- Sex and the City (HBO 1998-2004) (série) (2000-présent), avec Sarah Jessica Parker, Kim Cattrall, Kristin Davis et Cynthia Nixon.
- Chile se moviliza (CNTV/La Red, 2013) (documentaire).
- Como dice el dicho (Televisa, 2011-) (série) (2012-juillet 2013, novembre 2013-), avec Sergio Corona, Wendy González, Michael Ronda, Brisa Carrillo et Benny Emmanuel.
- La tierra en que vivimos (La Red, 2015) (cultural).
- Mujer, casos de la vida real (Televisa, 1985-2007) (série) (2015-), présentée par Silvia Pinal.
- Hola Chile (La Red, 2016-) (matinale), présenté par Julia Vial et Eduardo de la Iglesia.
- Juste pour rire : Les gags (TVA/CBC Television/The Comedy Network, 2001-) (humoristique).
- El Chapulín Colorado (Televisa, 1972-1979) (sitcom) (2016)
- Vivir bien (La Red, 2017-en production), présentée par Alexandra Vidal et Sergi Recasens.
- El Show de La Red (La Red, 2018-en production), présentée par Roberto Van Cauwelaert et Ramón Llao.
- Me robó mi vida (O Hayat Benim) (Fox, 2014-2017) (série) (2018).
- Scorpion (CBS, 2014-2018) (série), avec Elyes Gabel, Katharine McPhee, Robert Patrick, Eddie Kaye Thomas, Ari Stidham et Jadyn Wong.
- The Walking Dead (AMC, 2010-en production) (série), avec Andrew Lincoln, Norman Reedus, Melissa McBride, Lauren Cohan, Danai Gurira, Alanna Masterson, Josh McDermitt, Christian Serratos et Jeffrey Dean Morgan.
- NCIS : Los Angeles (CBS, 2009-présent) (série) (2012-2019), avec Chris O'Donnell, LL Cool J, Daniela Ruah, Eric Christian Olsen, Linda Hunt et Barrett Foa.
- Flashpoint (CTV, 2008-2012) (série).
- Sex and the City (HBO, 1998-2004) (série), avec Sarah Jessica Parker, Kim Cattrall, Kristin Davis et Cynthia Nixon.
- NUMB3RS (CBS, 2005-2010) (série), avec Rob Morrow, David Krumholtz, Judd Hirsch, Alimi Ballard et Peter MacNicol.
- Los Borgias (The Borgias) (Bravo!, HBO Hongrie, British Sky Broadcasting et Showtime, 2011-2013) (série) (2013-), avec Jeremy Irons.
- No matarás (Ihr Auftrag, Pater Castell) (ZDF, 2008-2010) (série), avec Francis Fulton-Smith, Christine Döring, Hans Peter Hallwachs, Maja-Celiné Probst, Lisa Kreuzer, Anatole Taubman et Ercan Durmaz.
- L'Aigle rouge (La 1, 2009-2016) (série) (2015-).
- La reina soy yo (Televisa, 2019) (telenovela) (2019), avec Michelle Renaud, Lambda García, Mane de la Parra et Polo Morín.

Bientôt
En pause

### Finis

#### Depuis 2017
- Esta historia me suena (Televisa, 2019) (série) (2019).
- Like (Televisa, 2018-2019) (telenovela) (2019), avec Roberta Damián, Ale Müller,Víctor Varona, Macarena García Romero, Anna Iriyama, Mauricio Abad, Santiago Achaga et Carlos Said.
- Ringo (Televisa, 2019) (telenovela) (2019), avec José Ron et Mariana Torres
- Mi marido tiene familia (Televisa, 2017-2019) (telenovela) (2018-2019), avec Zuria Vega, Daniel Arenas, Diana Bracho et Silvia Pinal.
- Rex, chien flic (1994-2015) (série).
- RIS París (RIS police scientifique) (TF1, 2006-2014) (série).
- Hay alguien ahí (Cuatro, 2009-2010) (série) (2013-?).
- Dead Zone (USA Network 2002-2007) (série) (2010-?), avec Anthony Michael Hall, Nicole de Boer, Chris Bruno, John L. Adams et Connor Price.
- Médium (NBC, 2005-2009 / CBS, 2009-2011) (série) (2013-2019), avec Patricia Arquette, Jake Weber, Miguel Sandoval, Sofia Vassilieva, Maria Lark et David Cubitt.
- The Messengers (The CW, 2015) (série).
- Hijas de la luna (Televisa, 2018) (telenovela) (2018-2019), avec Michelle Renaud, Danilo Carrera, Jade Fraser, Geraldine Galván, Lore Graniewicz, Omar Fierro, Alexis Ayala, Mario Morán, Cynthia Klitbo, Mariluz Bermúdez, Gonzalo Peña, Jonathan Becerra.
- Y mañana será otro día (Televisa, 2018) (telenovela) (2018), avec Angélica Vale, Alejandra Barros et Diego Olivera.
- Enamorándome de Ramón (Televisa, 2017) (telenovela) (2018), avec José Ron et Esmeralda Pimentel.
- Sin tu mirada (Televisa, 2017) (telenovela) (2018).
- Yo invito (La Red, 2017), présentée par Paulina Rojas, Max Cabezón et Ramón Llao.
- El vuelo de la victoria (Televisa, 2017) (telenovela) (2017).
- Corazón indomable (Televisa, 2013) (telenovela) (2017).
- Mi adorable maldición (Televisa, 2017) (telenovela) (2017).
- Mi corazón es tuyo (Televisa, 2014-2015) (telenovela) (2016-2017).
- Mujeres primero (La Red, 2010-2017) (matinale), présenté par Ivette Vergara (2010), Andrea Hoffman (2010-2011), Mónica Esquivel (2011), Alejandra Herrera (2011), Antonella Ríos (2010-2016), Janine Leal (2010-2016), Catalina Pulido (2017) et Paulina Rojas (2017).
- Despertar contigo (Televisa, 2016) (telenovela) (2016-2017), avec Ela Velden et Daniel Arenas.
- Muchacha italiana viene a casarse (Televisa, 2014-2015) (telenovela) (2016-2017), avec Livia Brito et José Ron.

#### Entre 2015-2016
- Top Model USA (America's Next Top Model) (UPN, 2003-2006 / The CW, 2006-) (téléréalité) (2006-2016), présentée par Tyra Banks.
- Extant (CBS, 2014-2015) (série) (2016), avec Halle Berry, Pierce Gagnon, Grace Gummer, Goran Višnjić, Hiroyuki Sanada, Camryn Manheim et Michael O'Neill.
- Numb3rs (CBS, 2005-2010) (série) (2016), avec Rob Morrow, David Krumholtz, Judd Hirsch, Peter MacNicol et Alimi Ballard.
- Corazón que miente (Televisa, 2016) (televisa) (2016), avec Thelma Madrigal, Pablo Lyle et Dulce María.
- Quiero amarte (Televisa, 2013-2014) (telenovela) (2016), avec Karyme Lozano, Cristián de la Fuente et Flavio Medina.
- Laura, una vida extraordinaria (Caracol Televisión, 2015) (telenovela) (2016), avec Julieth Restrepo et Linda Lucía Callejas.
- Wolverine et les X-Men (Nicktoons, 2008-2009) (série d'animation) (2011-2015).
- Saint Seiya: The Lost Canvas (série d'animation) (2013-2015).
- Alerte Cobra (Alarm für Cobra 11) (RTL Television, 1996-présent) (série) (2013-2016), avec Erdogan Atalay, Tom Beck, Gedeon Burkhard, René Steinke, Christian Oliver, Mark Keller, Johannes Brandrup et Rainer Strecker.
- L'Aigle rouge (Águila Roja) (TVE, 2009-présent) (série) (2013-2016), avec David Janer, Javier Gutiérrez Álvarez, Pepa Aniorte, Inma Cuesta et Miryam Gallego.
- Yo soy Betty, la fea (RCN Televisión 1999 - 2001) (telenovela) (2011-2012, 2016), avec Ana María Orozco et Jorge Enrique Abello.
- CDF noticias (CDF) (2016).
- CDF noticias con La fecha a fondo (CDF) (2016).
- Un camino hacia el destino (Televisa, 2016) (telenovela) (2016), avec Paulina Goto et Horacio Pancheri.
- La vecina (Televisa, 2015-2016) (telenovela) (2015-2016), avec Esmeralda Pimentel et Juan Diego Covarrubias.
- Una belleza nueva (La Red, 2013) (cultural), présenté par Cristián Warnken.
- Por siempre mi amor (Televisa, 2013-2014) (telenovela) (2016), avec Susana González et Guy Ecker.
- Cara a cara (La Red, 1999-2015) (interview), présenté par Tómas Cox.
- Corona de lágrimas (Televisa, 2012-2013) (telenovela) (2015-2016), avec Victoria Ruffo.
- Por ella soy Eva (Televisa, 2012) (telenovela) (2015-2016), avec Lucero Hogaza et Jaime Camil.
- Mañaneros (La Red, 2011-2016) (matinale), présenté par Eduardo Fuentes (2011-2012), Magdalena Montes (2011-2012), Juan José Gurruchaga (2011-2013), Julia Vial (2013-2016) et Eduardo de la Iglesia (2014-2016).
- 3e Festival de Tierra Amarilla (2016), présenté par Ignacio Franzani, Mey Santamaría et Jennifer Warner.
- Sábado de a 3 (La Red, 2012-2015) (magazine).
- Pablo Escobar, le patron du mal (Pablo Escobar: el patrón del mal) (Caracol TV 2012) (série) (2015), avec Andrés Parra et Angie Cepeda. (Du lundi au vendredi à 21h00)
- Que te perdone Dios (Televisa, 2015) (telenovela) (2015), avec Zuria Vega et Mark Tacher.
- Lo que la vida me robó (Televisa, 2013-2014) (telenovela) (2015), avec Angélique Boyer et Sebastián Rulli.
- Yo no creo en los hombres (Televisa, 2014-2015) (telenovela) (2015), avec Adriana Louvier et Gabriel Soto.
- Vigilantes (La Red, 2013-2015), présenté par Nicolás Copano.
- Hora 20 (La Red, 2011-2015) (téléjournal), présenté par Verónica Franco et Beatriz Sánchez.
- Hora 07 (La Red, 2012-2015) (téléjournal), présenté par Patricio Muñoz.
- Avanti (La Red, 2014-2015) (jeu télévisé), présenté par Leo Caprile.
- La tarde de todos (La Red, 2015), présentée par Mey Santa María et Constanza Roberts.
- El color de la pasión (Televisa, 2014) (telenovela) (2014), avec Esmeralda Pimentel et Erick Elías.
- De caso en caso (La Red, 2014), présentée par Eli de Caso et Krishna de Caso.
- 2e Festival de Tierra Amarilla (2015), présenté par Juan Andrés Salfate, Antonella Ríos, Leo Caprile et Julia Vial.
- Love in Sadness (MBC, 2019) (série) (2020), avec Ji Hyun-woo, Park Han-byul, Ryu Soo-young et Wang Bit-na

#### Entre 1991-2014
- Red social (La Red, 2011-2013) (débat), présenté par Freddy Stock.
- Amores verdaderos (Televisa, 2012-2013) (telenovela) (2014), avec Erika Buenfil, Eduardo Yáñez, Sebastián Rulli, Eiza González, Eleazar Gómez, Ana Martín, Enrique Rocha et Natalia Esperón. (Du lundi au vendredi à 14h30)
- A cada quién su santo (TV Azteca, 2009-) (série) (2014).
- La que no podía amar (Televisa, 2011-2012) (telenovela) (2014), avec Ana Brenda Contreras, Jorge Salinas, José Ron, Susana González, Julián Gil, Mar Contreras, Ana Martín et Ana Bertha Espín.
- De que te quiero, te quiero (Televisa, 2013-2014) (telenovela) (2014), avec Livia Brito et Juan Diego Covarrubias.
- Se busca un hombre (TV Azteca, 2007-2008) (telenovela) (2014), avec Andrea Noli, Luis Miguel Lombana, Anette Michel, Claudia Álvarez et Leonardo Garcia.
- La fuerza del destino (Mujer comprada) (TV Azteca 2009-2010) (telenovela) (2014), avec José Ángel Llamas, Andrea Martí et Gabriela Vergara.
- Teresa (Televisa 2010-2011) (telenovela) (2010-2011, 2013-2014), avec Angélique Boyer, Aarón Díaz, Sebastián Rulli, Ana Brenda, Cynthia Klitbo, Silvia Mariscal et Margarita Magaña.
- Abismo de pasión (Televisa, 2012) (telenovela) (La Red, 2013-14), avec Angélique Boyer, David Zepeda, Blanca Guerra, Alejandro Camacho, Mark Tacher, Sabine Moussier, Livia Brito et Salvador Zerboni.
- Grado 28° (Canal 2 Rock & Pop 1995-1998, La Red 2013).
- María la del barrio (Televisa 1995) (telenovela) (2013), avec Thalía, Fernando Colunga, Itatí Cantoral, Ricardo Blume, Irán Eory et Carmen Salinas.
- Cachito de cielo (Televisa 2012) (telenovela) (2013), avec Maite Perroni, Pedro Fernández, Esmeralda Pimentel, Jorge Poza, Cecilia Gabriela, Azela Robinson, Cynthia Klitbo, Pablo Lyle et la párticipation spéciale de Mane de la Parra.
- Las tontas no van al cielo (Televisa 2008) (telenovela) (2013), avec Jacqueline Bracamontes, Jaime Camil, Valentino Lanús et Fabiola Campomanes.
- Decisiones de Mujeres (Telemundo/Caracol TV, 2008-2011) (série).
- Señora del destino (Senhora do Destino) (Rede Globo 2004-2005) (telenovela) (2013), avec Susana Vieira.
- Marimar (Televisa 1994) (telenovela) (2013), avec Thalía et Eduardo Capetillo.
- Yo amo a Juan Querendón (Televisa 2007-2008) (2013), avec Eduardo Santamarina et Mayrín Villanueva.
- Para volver a amar (Televisa 2010-2011) (telenovela) (2013), avec Rebecca Jones, Alejandro Camacho, René Strickler, Nailea Norvind, Alejandra Barros, Juan Carlos Barreto, Zaide Silvia Gutiérrez, Jesús Ochoa, Mark Tacher, Sophie Alexander, África Zavala, Flavio Medina, Lisset Gutiérrez, Mario Loria, Édgar Vivar, Thelma Madrigal, Alfonso Dosal, Susana González, Verónica Jaspeado, Agustín Arana, Magda Guzmán et Delia Casanova.
- La mujer del vendaval (Televisa 2012-2013) (telenovela) (2013), avec Ariadne Díaz, José Ron, Chantal Andere, Florencia de Saracho, Michelle Renaud, Francisco Rubio, Zoraida Gómez, Patricio Borghetti, María Marcela, Magda Karina, Agustín Arana, Rossana San Juan, Alfredo Adame, Jorge Gallegos et Manuel "Flaco" Ibáñez.
- Al diablo con los guapos (Televisa 2007-2008) (telenovela) (2013), avec Allisson Lozz, Eugenio Siller, Altair Jarabo, César Évora, Laura Flores, Sheyla et Alicia Rodríguez.
- Hasta que el dinero nos separe (Televisa 2009-2010) (telenovela) (2012-2013), avec Pedro Fernández et Itatí Cantoral.
- María Mercedes (Televisa 1992-1993) (telenovela) (1997, 2013), avec Thalía Sodi et Arturo Peniche.
- Triunfo del amor (Televisa 2010-2011) (telenovela) (2012-2013), avec Maite Perroni et William Levy.
- Mujer, casos de la vida real (Televisa) (télésérie), présenté par Silvia Pinal.
- Amorcito corazón (Televisa 2011-2012) (telenovela) (2012-2013), avec Elizabeth Álvarez, Diego Olivera, Grettell Valdez, Daniel Arenas, África Zavala, Alejandro Ibarra, Mariana Karr et Silvia Mariscal.
- Cuando me enamoro (Televisa 2010 - 2011) (telenovela) (2012-2013), avec Silvia Navarro, Juan Soler, Jessica Coch, Rocío Banquells, Julieta Rosen et Rene Casados.
- Amour océan (Televisa 2009-2010) (telenovela) (2012-2013), avec Zuria Vega et Mario Cimarro.
- El tiempo en La Red (La Red 2008-2012) (météorologie), présenté par Ximena Peñaloza (2008 - 2010), Gabriela Zambrano (2011) et Macarena Ramis (2012).
- Soy tu dueña (Televisa 2010) (telenovela) (2012), avec Lucero Hogaza, Fernando Colunga, Gabriela Spanic, David Zepeda, Ana Martín, Silvia Pinal et Marisol del Olmo.
- Las muñecas de la mafia (Caracol Televisión 2009-2010) (telenovela) (2012), avec Amparo Grisales et Fernando Solórzano.
- NBA (2011-2019)
- Mesa reservada (La Red 2010-2012) (conversation), présenté par Alfredo Lamadrid.
- El secretario (Caracol Televisión 2011) (telenovela) (2012), avec Juan Pablo Espinoza, Stephanie Cayo, Martín Karpan et Andrea López.
- Café con aroma a mujer (RCN Televisión 1994) (telenovela) (2011-2012), avec Margarita Rosa de Francisco, Guy Ecker et Alejandra Borrero.
- Llámame (anciennement "Call TV" (2005 - 2007)) (La Red 2005 - 2012) (call TV).
- Ecomoda (RCN Television 2001) (série) (2012), avec Ana Maria Orozco et Jorge Enrique Abello.
- Mi pecado (Televisa 2009) (telenovela) (2012), avec Maite Perroni, Eugenio Siller, Daniela Castro, Sergio Goyri, Sabine Moussier, Jessica Coch, Armando Araiza, Altair Jarabo, Roberto Blandón et Francisco Gattorno.
- Rafaela (Televisa 2011) (telenovela) (2012), avec Scarlet Ortiz, Jorge Poza, Chantal Andere, Rogelio Guerra, Diana Bracho, Patricia Reyes Spíndola, Arleth Terán, Tiare Scanda, Rubén Zamora, Manuel "El Loco" Valdés, Arturo Carmona et Ilean Almaguer.
- One Punch Man (animé)
- Mañana es para siempre (Televisa 2008 - 2009) (telenovela) (2011 - 2012), avec Silvia Navarro, Fernando Colunga, Lucero Hogaza, Sergio Sendel et Rogelio Guerra.
- Pasión (Televisa 2007 - 2008) (telenovela) (2011 - 2012), avec Susana González, Fernando Colunga et Sebastián Rulli.
- Cuidado con el ángel (Televisa 2008) (télénovela) (2011 - 2012), avec Maite Perroni, William Levy, Ana Patricia Rojo, Rocío Banquells, Nailea Norvind, Sherlyn González, Laura Zapata, Helena Rojo, Ricardo Blume et Evita Muñoz "Chachita".
- Noticias en La Red (La Red 2010 - 2011) (journal télévisé), présenté par Felipe Vidal et Mónica Esquivel.
- Noticias de la web (La Red 2010 - 2011) (journal télévisé), présenté par Mónica Esquivel.
- Nuevo rico, nuevo pobre (Caracol Televisión 2007 - 2008) (télénovela) (2011), avec Martín Karpan, John Alex Toro, Carolina Acevedo, María Cecilia Botero, Hugo Gómez, Andrés Toro, Andrea Nocetti, Rosemary Bohórquez, Mauricio Vélez et Diana Neira.
- Barrera de amor (Televisa 2005) (telenovela) (2011), avec Yadhira Carrillo, Sergio Reynoso, Aarón Díaz, Susana Diazayas, Raquel Olmedo, Alexis Ayala, Norma Herrera, Manuel Landeta, Chantal Andere, Ana Brenda Contreras, Armando Araiza et Alexa Damián.
- Pollo en conserva (La Red 2004 - 2011) (matinale), présenté par Juan Carlos Valdivia (2004 - 2011), Claudia Conserva (2004 - 2011), Eduardo Fuentes (2011) et Magdalena Montes (2011).
- En nombre del amor (Televisa 2008 - 2009) (telenovela) (2011), avec Allisson Lozz, Sebastián Zurita, Altair Jarabo, Victoria Ruffo, Arturo Peniche, Leticia Calderón et Laura Flores.
- Fuego en la sangre (Televisa 2008) (telenovela) (2011), avec Adela Noriega, Eduardo Yáñez, Elizabeth Álvarez, Jorge Salinas, Nora Salinas, Pablo Montero et Diana Bracho.
- Ni contigo ni sin ti (Televisa 2011) (télénovela) (2011), avec Eduardo Santamarina, Alessandra Rosaldo, Erick Elías, Laura Carmine, Sabine Moussier, Otto Sirgo, Andrea Torre et Ximena Herrera.
- Mundo de fieras (Televisa 2006 - 2007) (telenovela) (2011), avec César Évora, Gaby Espino, Edith González, Ernesto Laguardia, Helena Rojo, Michelle Vieth, Sebastián Rulli, Sara Maldonado, Laura Flores, Azela Robinson, René Casados, Margarita Isabel et Carmen Salinas.
- Destilando amor (Televisa 2007) (telenovela) (2010 - 2011), avec Angélica Rivera et Eduardo Yáñez.
- Belleza pura (Beleza Pura) (Rede Globo 2008) (telenovela) (2011), avec Regiane Alves, Edson Celulari, Carolina Ferraz, Humberto Martins, Christiane Torloni et Zezé Polessa.
- Secreto de amor (Venevisión 2001 - 2002) (telenovela) (2010 - 2011), avec Scarlet Ortiz, Jorge Aravena et Aura Cristina Geithner.
- Duelo de pasiones (Televisa 2006) (telenovela) (2010 - 2011), avec Ludwika Paleta, Pablo Montero, Fabiola Campomanes, Erika Buenfil, Sergio Goyri, Ana Martín, Tania Vázquez, Rafael Rojas, José María Torre, Alejandro Ávila, David Ostrosky et Jorge De Silva.
- Deseo prohibido (Desejo Proibido) (Rede Globo 2007 - 2008) (telenovela) (2010 - 2011), avec Fernanda Vasconcellos, Murilo Rosa, Letícia Sabatella, Alexandre Borges et Daniel de Oliveira.
- Tormenta en el paraíso (Televisa 2007 - 2008) (telenovela) (2009 - 2010), avec Sara Maldonado, Erick Elías, Mariana Seoane, Alejandro Tommasi, José Luis Reséndez, Ingrid Martz, Frances Ondiviela, Úrsula Prats, Erika Buenfil, Ernesto D'Alessio et Julio Camejo.
- Zacatillo, un lugar en tu corazón (Televisa 2010) (telenovela) (2010), avec Ingrid Martz, Jorge Aravena, Alejandro Ibarra, Carmen Becerra, Patricia Navidad et Mariana Karr.
- La hija del jardinero (TV Azteca 2003 - 2004) (telenovela) (2009 - 2010), avec Mariana Ochoa et Carlos Torres.
- Salomé (Televisa 2001 - 2002) (telenovela) (2009 - 2010), avec Edith González et Guy Ecker.
- Nunca es tarde (conversation) (2009), présenté par Sergio Hirane.
- Ikaw Lang Ang Iibigin (ABS-CBN, 2017-2018) (telenovela), avec Gerald Anderson, Kim Chiu, Jake Cuenca et Coleen Garcia
- Con el pie derecho (journal télévisé) (2008 - 2009), présenté par Mauricio Israel (2008) et Sergio Hirane (2009).
- Alma gemela (Alma Gêmea) (Rede Globo 2005 - 2006) (telenovela) (2008 - 2009), avec Eduardo Moscovis, Priscila Fantin, Flávia Alessandra et Malvino Salvador.
- El color de pecado (Da Cor do Pecado) (Rede Globo 2004) (telenovela) (2009), avec Taís Araújo, Reynaldo Giannechini, Giovanna Antonelli, Rosi Campos, Lima Duarte et Caua Raymond.
- Telediario (journal télévisé) (1999 - 2009)
- Entre justice et vengeance (Pura sangre) (RCN Televisión 2007 - 2008) (telenovela) (2008), avec Rafael Novoa et Marcela Mar (en).
- La plus belle des laides (La fea más bella) (Televisa 2006 - 2007) (telenovela) (2006-2007), avec Angélica Vale, Jaime Camil, Juan Soler, Nora Salinas, Elizabeth Álvarez, Agustín Arana, Patricia Navidad, Angélica María et José José.
- Kung Fu Panda: Legends of Awesomeness (Nickelodeon, 2011-2016) (animation) (2015-2016)
- Marina (Telemundo 2007) (telenovela) (2008-2009), avec Sandra Echeverría, Mauricio Ochmann, Manolo Cardona, Aylín Mujica, Humberto Zurita, Ilean Almaguer, Alfonso Dosal et Susana Dosamantes.
- Mediodía en Red TV (La Red 2008) (magazine), présenté por Macarena Ramis-Barrera et Alejandro Montes.
- Alborada (Televisa 2005 - 2006) (telenovela) (2008), avec Lucero et Fernando Colunga.
- El clavel y la rosa (O Cravo e a Rosa) (Rede Globo 2000 - 2001) (telenovela) (2008), avec Adriana Esteves, Eduardo Moscovis, Drica Moraes et Leandra Leal.
- Un amor indomable (ATV 2007) (telenovela) (2007), avec Renato Rossini, Rossana Fernández Maldonado, María Eugenia Larraín et Roberto Vander.
- El cuerpo del deseo (2005-2006 Telemundo) (telenovela) (2005-2005), avec Mario Cimarro, Lorena Rojas, Martín Karpán, Vanessa Villela, Erick Elías, Pablo Azar, Diana Osorio, Martha Picanes, Anna Silvetti, Jeanette Lehr, Roberto Moll, Yadira Santana et Rosalinda Rodríguez.
- Chocolate con pimienta (Chocolate com Pimenta) (Rede Globo 2003-2004) (telenovela) (2006), avec Mariana Ximenes, Murilo Benício et Priscila Fantin.
- La viuda de la mafia (RCN Television 2004-2005) (telenovela) (2005), avec Carolina Gómez.
- La intrusa (Televisa 2001) (telenovela) (2005), avec Gabriela Spanic, Arturo Peniche, Dominika Paleta, Sergio Sendel, Laura Zapata, José María Torre et Sherlyn González.
- Como en el cine (TV Azteca 2001) (telenovela) (2003), avec Lorena Rojas et Mauricio Ochmann.
- El rey del ganado (O Rei do Gado) (Rede Globo 1996 - 1997) (telenovela) (2003), avec Antônio Fagundes, Raul Cortez, Patrícia Pillar, Glória Pires e Fábio Assunção.
- Abrázame muy fuerte (Televisa 2000 - 2001) (telenovela) (2001 - 2002), avec Victoria Ruffo, César Évora, Fernando Colunga et Aracely Arámbula.
- Camila (Televisa 1998) (telenovela) (2000), avec Bibi Gaytán, Eduardo Capetillo, Enrique Lizalde, Adamari López, Gabriela Goldsmith et Kuno Becker.
- Maalaala Mo Kaya (ABS-CBN, 1991-en production) (série), présenté par Charo Santos-Concio [Samedi à 20h00]
- Miracle That We Met (KBS 2TV, 2019) (série) (2020), avec Kim Hyun-joo, Kim Myung-min, Ra Mi-ran, Kim Hwan-hee et Kim Jongin
- Pasión de amor (ABS-CBN, 2015) (telenovela), avec Jake Cuenca, Arci Muñoz, Ejay Falcon, Ellen Adarna, Joseph Marco et Coleen Garcia
- My Giant Friend (France 3/Canal J/Gulli, 2009 - en production) (animation) (2014 - 2015)
- Angel Eyes (SBS, 2014) (série) (2014), avec Ku Hye Sun et Lee Sang-yoon.
- The Legend of Korra (Nickelodeon, 2012-2014) (animation)
- Sailor Moon (animé) ( 2012)
- Frijolito (Amarte así) (Telemundo, 2005) (telenovela) (2011), avec Litzy, Mauricio Ochmann et Alejandro Felipe
- Metal Fight Beyblade (animé)
- Dora the Explorer (Nickelodeon, 2000-en production) (animation) (2010-11)
- Maria de Jesus: Ang Anghel sa Lansangan (Cuidado con el ángel) (Televisa, 2008-09) (telenovela) (2009-10), avec Maite Perroni et William Levy
- Naruto Shippuden (animé) (2008-2016)
- Zorro, The Sword and the Rose (Zorro, la espada y la rosa) (2007) (telenovela) (2007-08), avec Marlene Favela, Christian Meier, Harry Geithner, Andrea López, Arturo Peniche et Osvaldo Ríos
- Princess Hours (MBC, 2006) (série) (2006-07, rediffusion: 2007-08, 2013-14), avec Yoon Eun-hye, Ju Ji-hoon, Kim Jeong-hoon et Song Ji-hyo
- Inocente de ti (Televisa/Univision, 2004-05) (telenovela) (2006-07), avec Valentino Lanús et Camila Sodi
- Maging Sino Ka Man (ABS-CBN, 2006-2007) (telenovela), avec John Lloyd Cruz, Bea Alonzo, Sam Milby et Anne Curtis
- Super Inggo (ABS-CBN, 2006-2007) (série), avec Makisig Morales
- It Started With a Kiss (CTV, 2005-06) (série) (2006-07), avec Joe Cheng et Ariel Lin
- Mirada de mujer (TV Azteca, 1997-98) (telenovela) (2006-07), avec Angélica Aragón, Ari Telch et Fernando Luján
- A Love to Kill (KBS2, 2005) (série) (2006), avec Rain, Sin Min-ah, Kim Sa-rang et Lee Ki-woo
- Kapamilya, Deal or No Deal (2016-2015) (jeu télévisé), présenté par Kris Aquino (2006-09)/Luis Manzano (2012-2015)
- My Girl (SBS, 2005-2006) (série) (2006, rediffusion: 2014), avec Lee Da-hae, Lee Dong-wook, Lee Joon-gi et Park Si-yeon
- Yakitate!! Ja-pan (2004-06) (animé) (2006, 2013)
- Kim Possible (Disney Channel, 2002-2007) (animation) (2006-2007), avec Christy Carlson Romano, Will Friedle, Nancy Cartwright, Tahj Mowry et John DiMaggio
- Sa Piling Mo (ABS-CBN, 2006) (telenovela), avec Piolo Pascual et Judy Ann Santos
- Mr. Bean (ITV, 1990-1995) (sitcom) (2005-2009, 2011, 2014), avec Rowan Atkinson
- Lilo and Stitch: The Series (ABC, 2003-2006) (animation) (2005-2006)
- Mermaid Melody Pichi Pichi Pitch Pichi Pichi Pitch : La Mélodie des sirènes (animé) (2003-2004)
- Pinoy Big Brother (ABS-CBN, 2005-en production) (télé-réalité)
  - Pinoy Big Brother (saison 1) (2005)
  - Pinoy Big Brother: Celebrity Edition/Teen Edition (2006)
  - Pinoy Big Brother (saison 2) (2007)
  - Pinoy Big Brother: Celebrity Edition 2 (2007-08)
  - Pinoy Big Brother: Teen Edition Plus (2008)
  - Pinoy Big Brother: Double Up (2009-10)
  - Pinoy Big Brother: Teen Clash of 2010 (2010)
  - Pinoy Big Brother: Unlimited (2011-12)
  - Pinoy Big Brother: Teen Edition 4 (2012)
  - Pinoy Big Brother: All In (2014)
  - Pinoy Big Brother: 737 (2015)
  - Pinoy Big Brother: Lucky Season 7 (2016-17)
- Pasión de amor (Pasión de gavilanes) Pasión de Gavilanes (RTI/Telemundo/Caracol Televisión, 2003-04) (telenovela) (2005-06), avec (2022-2024), avec Danna Garcia, Mario Cimarro, Paola Rey, Alfonso Baptista, Michel Brown et Natasha Klauss
- Goin' Bulilit (ABS-CBN, 2005-2019) (sitcom), avec Dagul, Cha-Cha Cañete, Bugoy Cariño, Izzy Canillo, Harvey Bautista, Lance Lucido, Mutya Orquia, JB Agustin et d'autres.
- Rubí (Televisa, 2004) (telenovela) (2005), avec Bárbara Mori, Eduardo Santamarina, Jacqueline Bracamontes, Sebastián Rulli et Ana Martín
- Lovers in Paris (SBS, 2004) (série) (2004-2005, rediffusion: 2014), avec Kim Jung-eun, Park Shin-yang et Lee Dong-gun
- Mr Bean, la série animée (ITV, 2002-2004, 2015-2016) (animation) (2014-2016), avec Rowan Atkinson
- Krystala (ABS-CBN, 2004-2005) (série), avec Judy Ann Santos
- La traición (2008 TV series) 2003-04) (telenovela) (RTI/Telemundo/Caracol Televisión, (2008-09), avec Danna Garcia, Mario Cimarro,
- Ragnarök the Animation (2004) (animé) (2004-05)
- Gundam SEED (2002-03) (animé) (2004-06)
- Hiram (ABS-CBN, 2004-2005) (telenovela), avec Judy Ann Santos
- 100 Deeds for Eddie McDowd (Nickelodeon, 1999-2002) (série) (2004-05), avec Brandon Gilberstadt, Morgan Kibby, Melanee Murray, Catherine MacNeal et William Francis McGuire
- Marina (ABS-CBN, 2004) (série) (rediffusion: 2008), avec Claudine Barretto
- Luisa (La hija del jardinero) (TV Azteca, 2003-04) (telenovela) (2003-2004), avec Mariana Ochoa et Carlos Torres
- Yu-Gi-Oh! (animé)
  - Yu-Gi-Oh! Duel Monsters (2000-04;  2003-05)
  - Yu-Gi-Oh! GX (2005-2011;  2006, saison 1)
  - Yu-Gi-Oh! 5D's (2008-11;  2012, 2014)
  - Yu-Gi-Oh! Zexal (2012-14;  2013)
- Sana'y Wala Nang Wakas (ABS-CBN, 2003-2004) (telenovela), avec Jericho Rosales, Kristine Hermosa, Diether Ocampo et Angelika dela Cruz
- Meteor Garden (CTS, 2001) (série) (2003, rediffusion: 2004, 2005, 2014), avec Barbie Hsu, Jerry Yan, Vic Zhou, Vanness Wu et Ken Chu
- Gata salvaje (Venevisión/Univision, 2002-03) (telenovela) (2003-05), avec Marlene Favela et Mario Cimarro
- Altagracia (La mujer de Judas) (RCTV, 2002) (telenovela) (2003), avec Astrid Carolina Herrera, Chantal Baudaux et Juan Carlos García

## Faces de La Red

### Faces actuels
Animateurs
- Julia Vial
- Eduardo de la Iglesia
- Ignacio Franzani
- Cristián Pérez
- Paulina Rojas
- Alexandra Vidal
- Sergi Recasens
- Alejandra Valle

Autres participants
- Juan Andrés Salfate
- Michael Roldán
- Constanza Roberts
- Mey Santamaria
- Osvaldo Solorza
- Roberto Van Cauwelaert
- Nataly Chilet
- Renata Bravo
- Catalina Pulido
- Camila Andrade
- Germán Schiessler

### Faces précédents
Présentateurs de nouvelles
- Mónica Esquivel
- Felipe Vidal
- Patricio Muñoz
- Verónica Franco
- Beatriz Sánchez

Animateurs
- Eduardo Fuentes
- Juan José Gurruchaga
- Magdalena Montes
- Ivette Vergara
- Andrea Hoffman
- Claudia Conserva
- Juan Carlos Valdivia
- Nicolás Copano
- Jean Philippe Cretton
- Antonella Ríos
- Janine Leal
- Jennifer Warner

Autres participants
- Gabriela Zambrano
- Yazmín Vásquez
- Yasmín Valdés
- Constanza Ganem
- Macarena Ramis
- Margarita Hantke
- Leilani Matthews
- Felipe Avello
- Mariana Alcalde
- Gonzalo Feito
- Sergio Schilling
- Pamela Jiles
- Branko Karlezi
- Alison Mandel
- Jaime Coloma
- Felipe Sánchez
- José Miguel Villouta
- Camila Stuardo
- Andrea Dellacasa
- Pilar Benazilla
- Victoria Walsh
- Galadriel Caldirola

## Identité visuelle

### Logos

Logo de La Red utilisés de 2009.
Logo de La Red utilisés depuis 2019.

### Sources
- (es) Cet article est partiellement ou en totalité issu de l’article de Wikipédia en espagnol intitulé « La Red (canal de televisión) » (voir la liste des auteurs).